# 상도중학교 (경북)
상도중학교(上島中學校)는 대한민국 경상북도 포항시 남구 대도동에 있는 공립 중학교이다.

## 학교 연혁
- 1984년 12월 18일 : 상도중학교 설립 인가 (18학급)
- 1985년 3월 1일 : 초대 장호출 교장 취임
- 1985년 3월 5일 : 제1회 입학식(일반 6, 특수 1학급)
- 2010년 7월 1일 : “사교육 없는 학교” 로 선정
- 2011년 2월 10일 : “교육복지우선지원 사업” 선정
- 2013년 3월 1일 : 교과교실제 시행
- 2018년 12월 30일 : 수학 나눔학교 선정
- 2022년 9월 1일 : 제19대 최인호 교장 취임
- 2023년 1월 5일 : 제36회 졸업식(85명, 총인원 12,900명)
- 2023년 3월 2일 : 제39회 입학식(65명)

## 참고 자료
- 상도중학교 - 한국교육학술정보원 학교알리미